# Persica
I Persica (/pεrsɪkɑː/; greco antico : Περσικά, Persiká ) sono un'opera divisa in 23 libri, scritta da Ctesia di Cnido, un medico greco alla corte del re persiano Artaserse II ( 404-358 a.C.). 
La Persica di Ctesia si sono conservate in maniera molto frammentaria. Il loro contenuto è ricostruibili unicamente grazie a due frammenti papiracei e ai molteplici riferimenti fatti da autori antichi successivi, soprattutto Diodoro Siculo, Nicola di Damasco, Dionisio di Alicarnasso, Plutarco, Claudio Eliano, Ateneo e il vescovo bizantino Fozio . Buona parte dei riferimenti successivi si riferisce ai Persica anziché citarli, non permettendoci così un accesso diretto alle parole di Ctesia.

## Contenuti
Libri 1-3 : Storia assira. Dal regno del leggendario re Nino, alla conquista del Medio Oriente e la fondazione di Ninive. Il regno leggendario di Semiramide e l'invasione dell'India. Fino alla fine dell'Impero Assiro.
Libri 4-6 : Storia dei Medi. Dalla nascita del regno con Arbace fino alla sua fine per mano di Ciro I.
Libri 7-11 : Ciro il Grande (600-530 a.C.). I libri descrivevano l'ascesa di Ciro dalle sue umili origini, alla conquista dell'impero dei Medi e il suo regno fino alla morte.
Libri 12-15 : I regni di Cambise (530-522 a.C.), Dario il Grande (522-486 a.C.) e Serse I (486-465 a.C.).
Libri 16-17 : Il regno di Artaserse I (465-424 a.C.), inclusa la rivolta di Inaro in Egitto (460-455 a.C.) e la rivolta di Megabizo.
Libri 18 : I regni di Serse II (424 a.C.), Sogdiano (424 a.C.) e Dario II Oco (423-405/4 a.C.), comprese le macchinazioni di sua moglie, la regina Parysatisde.
Libri 19-23 : Il regno di Artaserse II fino al 398 a.C., compresa la rivolta di Ciro il Giovane e la sua morte nella battaglia di Cunassa (401 a.C.), le dinamiche di corte, e il ruolo di Ctesia come negoziatore (con Conone di Atene). L'opera sembra concludersi con l'elenco dei re da Nino e Semiramide fino ad Artaserse II.

## Edizioni
I frammenti di Ctesia hanno avuto varie edizioni, di seguito alcune delle più importanti:
- Felix Jacoby 1958: Die Fragmente der griechischen Historiker, Teil 3c (Autoren über einzelne Länder), Nr. 688;
- König, FW 1972: Die Persika von Ktesias von Knidos . Graz: Selbstverlag des Herausgebers.
- Lenfant, Dominique 2004: Ctesias de Cnide, La Perse - L'Inde - Autres Fragments . Parigi: Budé, Les Belles Lettres.

- Bichler, R. (2004) “Alcune osservazioni sull'immagine dei regni assiro e babilonese con la tradizione greca”, in R. Rollinger e C. Ulf (a cura di), Commerce and Monetary Systems in the Ancient World: Means of Transition and Interazione culturale . Monaco: Franze Ateiner Verlag, pp. 499–518.
- Disegni, Robert. I resoconti greci della storia orientale . Washington, DC: Centro per gli studi ellenici, 1973.
- Jacoby, F. (1922), sv. Ktesia, RE XI col. 2032–2037.
- Llewellyn-Jones, Lloyd e James Robson. Storia della Persia di Ctesia: racconti d'Oriente . Routledge, 2010.
- Rhys-Roberts, W. (a cura di) (1910), Dionigi di Alicarnasso sulla composizione letteraria . Londra: Macmillan, 1910.
- Sancisi-Weerdenburg, H. (1987) “La decadenza nell'impero della decadenza nelle fonti? Dalla fonte alla sintesi: Ctesias”, in H. Sancisi-Weerdenburg (a cura di), Achaemenid History, vol. I. Fonti, strutture e sintesi . Leida: EJ Brill, pp. 33–45.
- Sharwood Smith, John E. La Grecia e i Persiani . Bristol Classica Press, 1990.
- Acque, Matt. La Persica di Ctesia nel suo contesto del Vicino Oriente . Stampa dell'Università del Wisconsin, 2017.